# FK Radnik Bijeljina
FK Radnik Bijeljina (serbisch-kyrillisch ФК Радник Бијељина) ist ein Fußballverein aus Bijeljina in Bosnien und Herzegowina. Der Verein spielt zurzeit in der ersten Liga. Radnik bedeutet zu deutsch „Arbeiter“.

## Geschichte
Der erste gegründete Fußballclub in Bijeljina war der FK Podrinje, welcher 1919 gegründet wurde. Die späteren Clubs waren der FK Zora 1920 und der FK Građanski 1923, 1935 gab es noch den FK Semberija. Nach dem Zweiten Weltkrieg wurde der FK Radnik gegründet.

### 1945–1990
Bereits 1948 errang der neue Verein seinen ersten Meistertitel in der bosnischen Gebietsliga der jugoslawischen Liga. Ein Jahr später kam der Verein bis ins Sechzehntelfinale des jugoslawischen Pokals. 1957 kam der erneute Aufstieg und Radnik spielte ab sofort in der Zone Novi Sad. Nach dem Meistertitel in dieser Liga stiegen sie 1972 nach dem Meistertitel der bosnischen Regionalliga in die zweite jugoslawische Liga auf.
Einer der größten Erfolge des Vereins war der regionale bosnische Jugendmeistertitel 1987. 1999 gewannen sie ihren ersten Meistertitel in der Republika Srpska.

### 1990er Jahre
Von 1995 bis 1997 wurde der Club kurzfristig in FK Panteri Biljeljina umbenannt, aber wieder verworfen.

### 2000er Jahre
2005 gelang der Meistertitel in der zweiten bosnischen Spielklasse und man stieg in die Premijer Liga auf. Jedoch gelang der Klassenerhalt in der folgenden Saison nicht und so spielte man wieder zweitklassig. Nachdem der Verein 2010 und 2011 jeweils nur knapp am Aufstieg gescheitert war, errang man in der Saison 2011/12 erneut den Meistertitel der zweiten Liga und spielt somit 2012/13 wieder erstklassig in der Premijer Liga. Beste Platzierung in der höchsten Liga war bislang Rang 7 in der Spielzeit 2015/16. 2016 gewann man den bosnischen Pokal und ist somit für den Europapokal qualifiziert.

## Fans
Viele Fans von Radnik sind serbischer Abstammung und wurden die „blaue Armee“ genannt. Seit 1995 wird der Fanclub Incident Bijeljina genannt. Der Fanclub besucht auch diverse Veranstaltungen und Teilnahmen der serbischen Fußballnationalmannschaft wie bei der Fußball-Weltmeisterschaft 2006 in Deutschland.

## Aktueller Kader
Stand: 27. Oktober 2024
| Nr. |                         | Position | Name              |
| --- | ----------------------- | -------- | ----------------- |
| 1   | Serbien                 | TW       | Filip Samurović   |
| 3   | Serbien                 | AB       | Filip Antonijević |
| 4   | Bosnien und Herzegowina | AB       | Stefan Josipović  |
| 5   | Bosnien und Herzegowina | AB       | Andrija Janjić    |
| 6   | Bosnien und Herzegowina | AB       | Jovan Pavlović    |
| 7   | Bosnien und Herzegowina | ST       | Dragan Došlo      |
| 8   | Serbien                 | MF       | Damjan Krajišnik  |
| 9   | Bosnien und Herzegowina | AB       | Aleksandar Vasic  |
| 10  | Brasilien               | AB       | Nathan            |
| 11  | Bosnien und Herzegowina | ST       | Đorđe Pantelić    |
| 14  | Bosnien und Herzegowina | AB       | Savo Veljkić      |
| 16  | Bosnien und Herzegowina | AB       | Eldar Sivac       |
| 17  | Bosnien und Herzegowina | MF       | Nebojša Gavrić    |
| 18  | Bosnien und Herzegowina | AB       | Sedad Subašić     |

| Nr. |                         | Position | Name                |
| --- | ----------------------- | -------- | ------------------- |
| 19  | Bosnien und Herzegowina | ST       | Milorad Albijanić   |
| 20  | Bosnien und Herzegowina | ST       | Amar Pekarić        |
| 21  | Bosnien und Herzegowina | MF       | Marko Perišić       |
| 22  | Bosnien und Herzegowina | AB       | Mihajlo Amidžić     |
| 23  | Bosnien und Herzegowina | ST       | Andrija Lošić       |
| 24  | Bosnien und Herzegowina | MF       | Stefan Santrač      |
| 25  | Bosnien und Herzegowina | MF       | Ognjen Ristanović   |
| 26  | Bosnien und Herzegowina | MF       | Mirzad Mehanović    |
| 27  | Bosnien und Herzegowina | TW       | Nikola Lakić        |
| 29  | Bosnien und Herzegowina | ST       | Danilo Teodorović   |
| 80  | Bosnien und Herzegowina | MF       | Dalibor Mitrović    |
| 88  | Serbien                 | MF       | Miroslav Maričić    |
| 90  | Serbien                 | ST       | Strahinja Jovanović |
| 92  | Frankreich              | ST       | Joël da Silva       |

## Erfolge
- Bosnisch-Herzegowinischer Pokal
  - Sieger (1): 2015/16

## Ehemalige Spieler
- Branimir Bajić, später bei Partizan Belgrad, TuS Koblenz, MSV Duisburg
- Faruk Hujdurović, später SV Ried (Österreich) und Energie Cottbus
- Savo Milošević, später bei Partizan Belgrad, in Spanien, Italien und England unter Vertrag, über 100 Einsätze für Serbien und Montenegro
- Djordje Milovanovic, später bei Roter Stern Belgrad und im UEFA-Pokal-Finale 1979
- Dragan Micic, später bei Roter Stern Belgrad